# Florent Crabeels

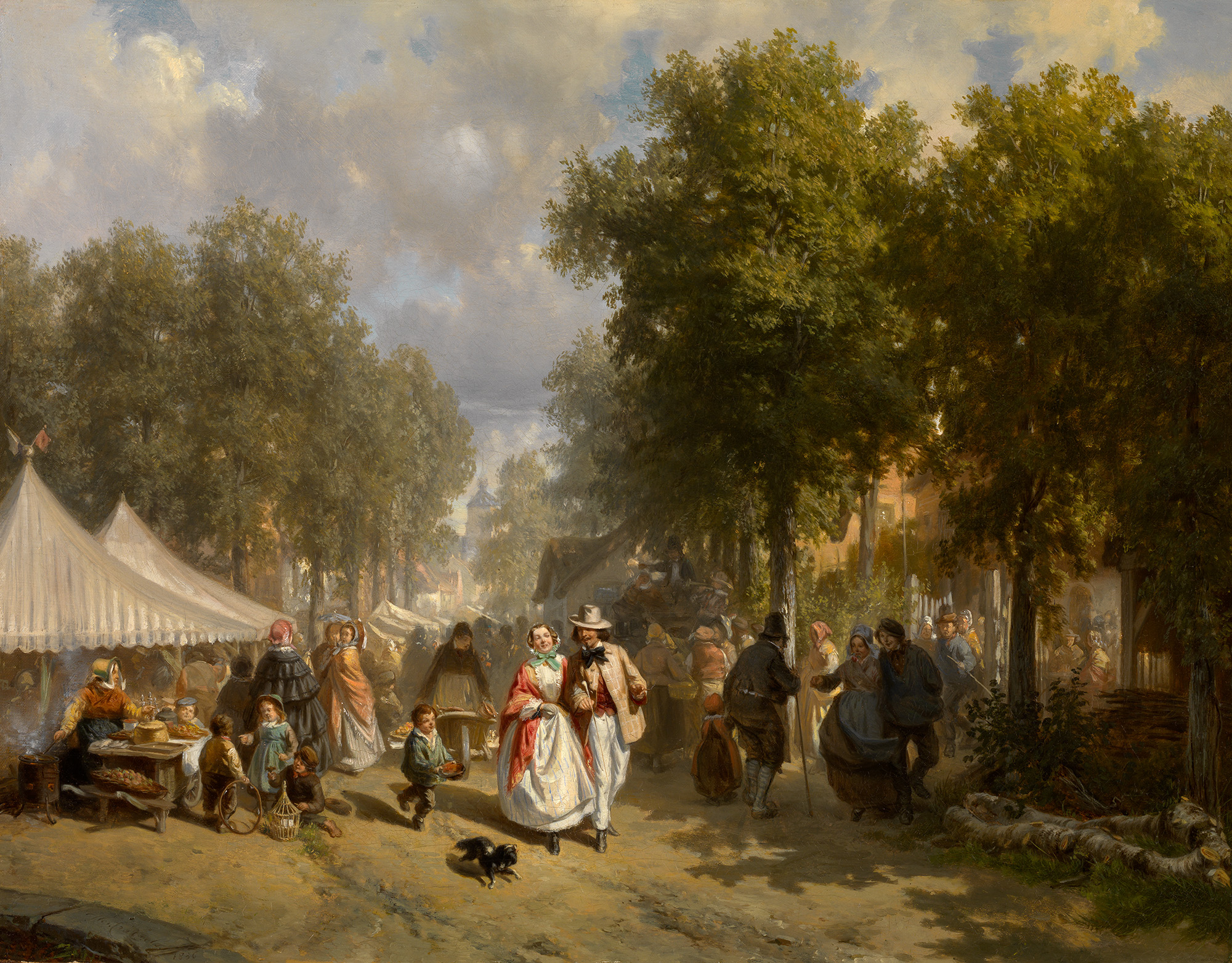
Der Jahrmarkt

Florent Nicolas Crabeels (* 5. Dezember 1829 in Antwerpen; † 7. Juni 1896 ebenda) war ein belgischer Genre-  und Landschaftsmaler sowie Radierer.
Florent Crabeels studierte an der Koninklijke Academie voor Schone Kunsten van Antwerpen bei Jacob Jacobs (1812–1879) und Egide Linnig.
Anfangs malte er meist Szenen aus den Dorf- und Kleinstadtmärkten. Später malte er Landschaften von der Region Kempen (französisch Campine). Er wurde ein eifriger Anhänger der Freilichtmalerei. Crabeels arbeitete hauptsächlich in der Künstlerkolonie Wechelderzande gemeinsam mit Jacques Rosseels, Isidore Meyers und Adriaan Joseph Heymans von der Landschaftsmalerei-Schule von Kalmthout.
Als Neoimpressionist kehrte er um 1890 zu den Genreszenen zurück. Er wurde 1886 Gründungsmitglied von „L’Art Indépendant“.
Neben der Malerei beschäftigte sich Crabeels auch mit der Radierung.